# Cedolare secca sugli affitti
La cedolare secca sugli affitti è un regime fiscale sostitutivo e facoltativo, introdotto dall'articolo 3 del decreto legislativo n. 23 del 14 marzo 2011.
Può accedere alla cedolare secca sugli affitti il contribuente che percepisce redditi scaturenti dalla locazione di beni immobili per uso abitativo. L'imposta sostituisce la componente dell'IRPEF determinata dal reddito fondiario prodotto dalla locazione immobiliare, nonché le relative addizionali comunali e regionali e le imposte di registro e di bollo sul contratto di locazione, e prevede l'applicazione di un'aliquota fissa.
Le modalità di esercizio dell’opzione per l’applicazione del regime della cedolare secca e le modalità di versamento dell’imposta sono contenute nel provvedimento del direttore dell'Agenzia delle entrate del 7 aprile 2011, n. 55394.

## Storia

### Contesto
L’introduzione della cedolare secca si innesta sulla scia della “liberalizzazione controllata” in materia di locazioni, avviata con la riforma complessiva del 1998. Intorno al 2010, bilancio pubblico italiano in gravi condizioni di difficoltà e istanze socio-economiche di trasformazione delle esigenze abitative, inoltre, concorrono a delineare un certo consenso tra partiti e associazioni di categoria nei confronti di politiche atte a migliorare i meccanismi di funzionamento del mercato privato dell’affitto. Ecco che si ipotizza che un intervento di semplificazione tributaria possa rivelarsi quale efficiente incentivo all’incremento delle stipulazioni dei contratti a canone concordato, rispondendo al contempo ad una sempreverde necessità di arginare l’evasione fiscale in un ambito (le locazioni di immobili ad uso abitativo) contraddistinto da un basso livello di visibilità, perciò di controllo.

### Variazioni delle aliquote
Il Governo Letta con il decreto-legge 31 agosto 2013 n. 102 opta per la diminuzione dell’aliquota fissa prevista per i contratti a canone concordato in comuni tassativamente individuati da un originario 19% del decreto legislativo 14 marzo 2011 n. 23 ad un 15%. Il “Piano Casa” del Governo Renzi la riduce ulteriormente al 10% per il quadriennio 2014-2017. Il ribasso è stato successivamente prorogato fino al 2019 e confermato con la legge di Bilancio 2020, marcando definitivamente un ben ampio divario con l’aliquota proporzionale ordinaria dei contratti del cd. canale libero, rimasta sempre invariata al 21%.

### Estensione dell’ambito soggettivo
Dal 2011 fino al 2024, la disciplina dei requisiti soggettivi per l’accesso al regime speciale è stata oggetto di una controversia interpretativa che ha contrapposto Agenzia delle Entrate e Commissioni tributarie. L’Agenzia ha sempre sostenuto, fin dalla prima circolare interpretativa in materia di cedolare secca, che il regime non potesse trovare applicazione qualora l’inquilino svolgesse attività di impresa oppure esercitasse un’arte o professione, indipendentemente dall’uso a cui l’immobile sarebbe stato adibito. La giurisprudenza tributaria aveva, viceversa, negato ogni rilevanza a qualsiasi condizione o qualifica soggettiva dell’inquilino. La questione è stata risolta, nel 2024, da una pronuncia della Corte di Cassazione che, sposando la tesi più volte sostenuta dalle Commissioni tributarie, ha ritenuto compatibile con il regime di cedolare secca la qualifica di imprenditore o professionista, se riferita all’inquilino.

### Profili di incostituzionalità
Nel 2014, Corte costituzionale dichiara l’incostituzionalità dell’art. 3, commi 8 e 9 del decreto legislativo 14 marzo 2011 n. 23 per eccesso di delega. Quest’ultima, infatti, richiamava espressamente lo Statuto del contribuente, che, all’art. 10, prevede che le violazioni di disposizioni di rilievo esclusivamente tributario non possano essere causa di nullità del contratto. “La mera inosservanza – statuisce la Consulta – del termine per la registrazione di un contratto di locazione non può legittimare (come sarebbe nella specie) addirittura una novazione, per factum principis, quanto a canone e a durata”.
In sede di conversione del decreto-legge n. 47 del 28 marzo 2014 viene affermato che: “Sono fatti salvi, fino alla data del 31 dicembre 2015, gli effetti prodottisi e i rapporti giuridici sorti sulla base dei contratti di locazione registrati ai sensi dell’art. 3, commi 8 e 9, del d.lgs. 14 marzo 2011, n. 23”. Con la sentenza n. 169 del 16 luglio 2015, la Corte costituzionale interviene nuovamente, censurando il decreto-legge nella parte in cui viola l’art. 136 Cost., dal momento che una disposizione dichiarata incostituzionale si ha per non mai appartenuta all’ordinamento giuridico.

### Estensione dell’ambito oggettivo
Per i soli contratti stipulati nell’anno 2019, l'art. 1, comma 59, della legge 30 dicembre 2018 n. 145 estende la facoltà di optare per questo regime sostitutivo per le unità immobiliari censite in categoria catastale C/1 (negozi e botteghe, ovvero locali per attività commerciale per vendita o rivendita di prodotti). Vi sono precise limitazioni: sono escluse le pertinenze, deve trattarsi solo di contratti che si siano perfezionati entro un determinato periodo di tempo ed è altresì esclusa la novazione di contratti che fossero in corso in precedenza tra le stesse parti per i medesimi immobili.

## Disciplina

### Presupposti di accesso
La cedolare secca è un regime sostitutivo del regime ordinario dell'IRPEF: il contribuente deve essere una persona fisica. Il contribuente inoltre deve possedere il reddito, nella concezione tributaria del termine, ovvero essere collegato alla fonte del reddito. In particolare, deve essere il proprietario del bene immobile o il titolare di un diritto reale di godimento sullo stesso. Deve trattarsi di un'unità immobiliare abitativa, ovvero deve rientrare nel gruppo A del catasto dei fabbricati, ad eccezione della classe A/10 “uffici e studi privati”, ed essere in concreto locata ad uso abitativo.
Il presupposto dell’accesso al regime sostitutivo della cedolare secca consiste nel conseguimento di redditi fondiari. Sono da escludere i contratti di locazione di beni immobili d'impresa, i quali producono redditi di impresa, di beni immobili strumentali all'esercizio di arti e professioni, i quali producono redditi di lavoro autonomo, e i contratti di locazione che producono redditi diversi. Il contribuente quindi non può percepire il reddito nell'esercizio di un'attività d'impresa o di un'arte o di una professione.

### Funzionamento
Il regime della cedolare secca sugli affitti è applicabile per tutte le tipologie di contratti di locazione di immobili a scopo abitativo:
- contratti del canale libero, di durata minima quadriennale (cd. “4+4”);[25]
- contratti a canone concordato;[26]
- contratti di locazione comuni, disciplinati dalle disposizioni del Codice civile (artt. 1571 e ss.).[27]

Sono previsti trattamenti fiscali differenti, sempre nell’ambito della cedolare secca, a seconda della categoria di appartenenza. Il canone di locazione in regime di cedolare secca è, in via generale, sottoposto ad aliquota del 21 per cento; viceversa, per i contratti “concordati”, ossia a canone concordato, riguardanti abitazioni situate in comuni ad alta tensione abitativa l’aliquota è ridotta al 10 per cento.
Nei contratti “concordati” le parti stabiliscono il valore del canone, la durata del contratto e le altre condizioni contrattuali sulla base di appositi accordi definiti in sede locale fra le organizzazioni della proprietà edilizia e le organizzazioni dei conduttori maggiormente rappresentative, con l’intermediazione dei comuni.
Distinguiamo, all'interno dei contratti “concordati”, tre categorie:
- contratti aventi durata minima di tre anni, con rinnovo automatico di ulteriori due anni alla scadenza (c.d. “3+2”);[26]
- contratti di natura transitoria per la soddisfazione di particolari esigenze delle parti;[30]
- contratti di natura transitoria per la soddisfazione delle esigenze abitative di studenti universitari.[31]

La base imponibile su cui calcolare la cedolare secca è il canone di locazione pattuito dalle parti, a prescindere dall’effettiva percezione dello stesso. Il canone rileva in misura intera, a differenza del regime ordinario per il quale è prevista la riduzione forfetaria del 5%. Allo stesso modo non sono ammesse deduzioni analitiche in ragione dei costi sostenute dal locatore per produrre il reddito.

### Esercizio dell'opzione
Il locatore può esercitare l’opzione per la tassazione sostitutiva della cedolare secca al momento della registrazione del contratto di locazione, al momento della sua proroga o ancora entro il termine previsto per il versamento dell’imposta di registro dell’annualità di riferimento, ossia trenta giorni dopo la scadenza dell’annualità precedente. Entro i medesimi termini il locatore può revocare l’opzione, al punto da poter decidere a quale regime fiscale sottoporsi, se ordinario o sostitutivo, di annualità in annualità. L’opzione e la revoca vengono comunicate all’Agenzia mediante modello RLI.
L’opzione non ha effetto se il locatore non ne ha dato preventiva comunicazione al conduttore con lettera raccomandata. L’opzione comporta, infatti, la rinuncia inderogabile da parte del locatore a chiedere a qualsiasi titolo, anche ove previsto nel contratto, l’aggiornamento del canone di locazione, inclusa la variazione parametrata all’indice nazionale dei prezzi al consumo per famiglie di operai ed impiegati (cd. indice “FOI”) calcolato dall’ISTAT.

### Versamento dell'imposta
Il versamento dell’imposta sostitutiva della cedolare secca avviene secondo la modalità di pagamento a titolo di acconto e successivo saldo. L’acconto è determinato nella misura del 100 per cento dell’imposta versata nel periodo precedente, secondo il cd. metodo storico. Il pagamento dell’acconto avviene in due tranches: entro il 30 giugno nella misura del 40 per cento (o entro il 31 luglio con una maggiorazione del 0,40 per cento a titolo di interesse corrispettivo) ed entro il 30 novembre nella misura del 60 per cento. Il versamento della cedolare secca avviene mediante il modello F24.

## Cedolare secca sugli affitti brevi
Con il decreto legge n. 50/2017, il regime della cedolare secca è stato esteso per includere anche i proventi degli affitti brevi. La normativa consente di applicare un’aliquota fissa, semplificando la gestione fiscale sui redditi derivanti dalla locazione di immobili a uso abitativo situati in Italia, anche con finalità turistiche, purché la durata del contratto non superi i 30 giorni.
Inoltre, la legge di Bilancio del 2021 ha reso possibile destinare a tale regime fino a quattro unità immobiliari. Per il primo immobile, l’aliquota ordinaria è del 21%, applicata sull’intero importo del canone di locazione; per i successivi, invece, l’aliquota prevista è del 26%, in conformità alla legge di Bilancio del 2024.
In merito ai contratti ammessi, oltre a quelli di locazione diretta, rientrano anche i contratti di sublocazione, quelli a titolo oneroso conclusi dal comodatario e quelli che includono la prestazione di servizi accessori, ad esempio, la fornitura di biancheria o di pulizia dei locali. In tal caso, il locatore non deve fornirne ulteriori, come quello di ristorazione o il noleggio di veicoli.
È importante notare che questi contratti devono essere stipulati da persone fisiche che non svolgano attività d’impresa. Tuttavia, in conformità alla sentenza della Corte di Giustizia dell’Unione Europea (causa C-83/21, Airbnb) del 2022, possono usufruire della cedolare secca anche gli intermediari digitali, come Airbnb o Booking.com, i quali devono applicare una ritenuta fiscale del 21% sui canoni incassati, in qualità di sostituti d’imposta.
I soggetti che scelgono di aderire al regime della cedolare secca sono tenuti a rispettare determinati obblighi, tra cui la comunicazione di inizio attività al Comune di ubicazione dell’immobile e la trasmissione dei dati relativi agli ospiti alla Polizia di Stato.
Per quanto riguarda gli adempimenti fiscali, i redditi devono essere dichiarati nel Modello 730 o nel Modello Redditi PF.
Infine, per contrastare l’evasione fiscale e garantire una maggiore trasparenza nel settore degli affitti brevi, è stata creata nel 2024 una banca dati apposita per il monitoraggio delle strutture ricettive, che prevede l’obbligo di utilizzo del Codice Identificativo Nazionale (CIN).
Il rilascio del CIN avverrà tramite la piattaforma BDRS (Banca Dati delle Strutture Ricettive), che faciliterà la gestione degli annunci e l’esposizione del codice identificativo. I titolari di strutture ricettive e immobili destinati alla locazione breve potranno accedere al portale utilizzando l’identità digitale, visualizzando le proprietà collegate al proprio codice fiscale.

### Riferimenti normativi
- Art. 3 del Decreto legislativo 14 marzo 2011, n. 23 - Disposizioni in materia di federalismo Fiscale Municipale
- Art. 4 del Decreto-Legge 24 aprile 2017, n. 50 - Disposizioni urgenti in materia finanziaria, iniziative a favore degli enti territoriali, ulteriori interventi per le zone colpite da eventi sismici e misure per lo sviluppo.
- Art. 3-bis del Decreto-Legge 30 aprile 2019, n. 34 - Misure urgenti di crescita economica e per la risoluzione di specifiche situazioni di crisi.